# بريك سميث
بريك سميث (بالإنجليزية: Brick Smith)‏ هو لاعب كرة قاعدة أمريكي، ولد في 5 مايو 1951 في تشارلوت في الولايات المتحدة.

## وصلات خارجية
- بريك سميث على موقعبيزبول رفرنس.كوم (الدوري الرئيسي) (الإنجليزية)
- بريك سميث على موقعبيزبول رفرنس.كوم (الدوري الثانوي) (الإنجليزية)